# Natassia Malthe
Natassia Malthe (Oslo; 19 de enero de 1974) es una modelo y actriz noruego-malaya, famosa por su  papel protagonista en la serie “Fallen”.

## Biografía
Malthe es la más joven de dos hermanas. Nació en Oslo, Noruega, y es mitad malaya. Su madre es una enfermera retirada originaria de Kota Kinabalu, Sabah. Su padre es profesor
Asistió a escuelas de danza en Escocia, Noruega y Canadá, entre ellas el Royal Winnipeg Ballet, el Goh Ballet Academy y el Norwegian Opera House, para el cual cantó y bailó mientras terminaba la secundaria. Más tarde se mudó a Londres, donde estudió teatro, y luego se trasladó a Canadá, donde realizó su primera aparición en televisión.
Ha sido modelo de moda y también ha aparecido en la revista para hombres Maxim. Participó en la campaña publicitaria de LG en el papel de Scarlet. Esta campaña para los televisores de la compañía, producida por David Nutter, simulaba una nueva serie de televisión. A veces aparece bajo los nombres artísticos de Natasha Malthe o Lina Teal.
Actualmente Malthe reside en Los Ángeles, California, Estados Unidos.

## Trayectoria
Su primer largometraje, fue “Disturbing Behavior” en 1998. Al año siguiente, participó en la comedia de terror “Lake Placid”. James Cameron la llamó para su serie “Dark Angel” con Jessica Alba como protagonista. Poco antes de que ésta finalizara su transmisión, se unió al reparto de “40 Days and 40 Nights”. Con posterioridad hizo su primera incursión en el cine de terror con la película “Hallween: Resurrection”, compartiendo cartelera con Jamie Lee Curtis. A continuación actuó en la comedia “A Guy Thing” seguida por “Elektra”, la heroína de acción interpretada por Jennifer Garner. 

## Filmografía parcial

### Cine
- Disturbing Behavior 1998
- Lake Placid 1999
- Caos (2005) como Gina López
- Elektra (2005) como Typhoid Mary
- Skinwalkers - El poder de la sangre (2006)
- DOA: Dead or Alive (2006) como Ayane
- BloodRayne 2 (2007) como Rayne
- BloodRayne: The Third Reich (2010) como Rayne
- En el nombre del rey 2 (2011) como Manhattan
- Vikingdom (2013) como Brynna
- El bueno, el malo y el muerto (2015) como Christine
- Natassia (2017) como Natassia
- Alpha como Rho.